# Thelypteris rhachiflexuosa
Thelypteris rhachiflexuosa är en kärrbräkenväxtart som beskrevs av Riba. Thelypteris rhachiflexuosa ingår i släktet Thelypteris och familjen Thelypteridaceae. Inga underarter finns listade.